# Espírito territorial
Espirito territorial são legiões de anjos ou demônios que dominam certas áreas geográficas no mundo, um conceito aceito como para o movimento carismático, de tradição Pentecostal e da Teologia da dominação . A filosofia relata uma lei de atração. A crença é relatada no livro "Este Mundo Tenebroso" de Frank Peretti e de muitos ministros, pastores e padres. A existência de territórios espirituais é visto como significante em grupos cristãos de batalha espiritual.

## Daniel 10
O capítulo 10 do livro de Daniel é uma narrativa da luta das orações de Daniel para obter entendimento. E que para serem respondidas, tem a necessidade do auxilia do arcanjo Miguel, em territórios espirituais. 